# سیلوسایبین
سیلوسایبین (به انگلیسی: Psilocybin) یا سایلوسایبین، یک مادهٔ روان‌گردان است که جزو کلاس ایندول و تریپتامین طبقه‌بندی می‌شود.
قارچ‌های سایلوسایبین (مجیک ماشروم) حاوی سایلوسایبین و سایلوسین هستند که برای مقاصد عرفانی، تفریحی و پزشکی جهت درمان افسردگی مورد استفاده قرار می‌گیرد. سایلوسایبین بعد از مصرف در بدن انسان، به سایلوسین تبدیل می‌شود. اثر توهم‌زای این ماده سایکو اکتیو به علت شباهت ساختاری شیمیایی آن به پیام‌رسان عصبی سروتونین است.

## استفاده
بر اساس یافته‌های یک پژوهش تازه مصرف سیلوسایبین، ماده مؤثر قارچ جادویی (مجیک ماشروم) می‌تواند به اندازه داروهای تجویزی رایج در درمان افسردگی مؤثر باشد. محققان در ایمپریال کالج لندن دریافتند که بیماران پس از مصرف قارچ سیلوسایبین (مجیک ماشروم) کمتر احساس افسردگی می‌کنند و این ماده روان‌گردان در بهبود وضعیت سلامت و ایجاد احساس لذت در بیماران حتی از داروهای متعارف ضدافسردگی نظیر فلوکستین بهتر عمل می‌کند.

## سیلوسایبین و سلامت روان
تاثیر سیلوسایبین و  سیلوسین در مغز ممکن است پتانسیل درمانی برای درمان شرایط سلامت روان مانند افسردگی، اضطراب، اعتیاد و اختلال استرس پس از سانحه (PTSD) داشته باشد. قارچ سیلوسایبین ممکن است با افزایش خلاقیت، انعطاف پذیری و گشودگی به افراد کمک کند تا از الگوهای سفت و سخت و منفی تفکر و رفتار رهایی یابند. سیلوسایبین همچنین ممکن است با کاهش واکنش ترس و افزایش همدلی و شفقت به افراد کمک کند تا به خاطرات و احساسات آسیب زا دسترسی پیدا کنند و آنها را پردازش کنند. چندین مطالعه نشان داده اند که سیلوسایبین می تواند بهبودهای پایداری در خلق و خو، رفاه و کیفیت زندگی در بیماران مبتلا به افسردگی 3، اضطراب 4، اعتیاد 5 و PTSD ایجاد کند. سیلوسایبین همچنین ممکن است تجربیات عرفانی یا معنوی را ایجاد کند که می تواند تأثیرات عمیق و مثبتی بر جهان بینی، ارزش ها و معنای زندگی افراد داشته باشد.